# Svarttjärnen (Hamrånge socken, Gästrikland, 676962-157774)
Svarttjärnen är en sjö i Gävle kommun i Gästrikland och ingår i Skärjån-Hamrångeåns kustomåde. Svarttjärnen ligger i Axmar-Gåsholma Natura 2000-område.